# Giuseppe Altana
Giuseppe Altana (Torino, 5 luglio 1886 – Ozieri, 29 maggio 1975) è stato un pittore italiano.

## Biografia
Giuseppe Altana nacque a Torino il 5 luglio del 1886 da padre ozierese, l'avvocato Antonio, e da madre torinese, Serafina Taverna. La famiglia si trasferì a Ozieri pochi mesi dopo, e qui Giuseppe frequentò le scuole e vi abitò gran parte della vita. 
Verso il 1910 Giuseppe si iscrive alla Reale Accademia Albertina di Belle Arti di Torino, allora diretta dal pittore Giacomo Grosso, dove si diplomò brillantemente tre anni dopo. 
Influenzato dall'ambiente torinese, il suo stile artistico è da inserire nel movimento del paesaggismo piemontese (vedi la Scuola di Rivara), di stampo verista e naturalista. L'arte di Altana predilige il sentimento e la partecipazione emotiva, giocata su equilibri tonali e grande capacità nel disegno (ottimo xilografista).
Subito inizia a farsi notare nel panorama artistico sardo e nel 1916 partecipa alla I Esposizione Artistica Sarda tenutasi a Sassari; negli anni successivi si segnala la partecipazione alla Promotrice di Torino del 1922, alla Quadriennale di Torino del 1923, alla XCII mostra degli Amatori e Cultori di Belle Arti di Roma del 1926, alla Quadriennale di Torino del 1927, alla Mostra Cultori e Amatori d'Arte di Roma e alla Promotrice di Torino nel 1932. Nel dopoguerra espone prevalentemente in Sardegna (Ozieri, Tempio, Nuoro, ecc.).
Artista prolifico  morirà ottantanovenne ad Ozieri il 29 maggio del 1975.